# Nachbarrecht
Das Nachbarrecht ist ein Rechtsgebiet, das die Rechtsbeziehungen zwischen Nachbarn und/oder Dritten regelt. War es ursprünglich allein Teil des privatrechtlichen Sachenrechts, so gehören inzwischen auch heute zum öffentlichen Recht zählende Rechtsgebiete wie das Baunachbarrecht dazu.
Durch Nachbarschaft treffen häufig unterschiedliche Interessen der Nachbarn aufeinander, die durch Rechtsnormen zum Ausgleich gebracht werden sollen. Diese Rechtsnormen regeln das nachbarschaftliche Zusammenleben und sollen sicherstellen, dass jeder Nachbar sein Verhalten am Nachbarrecht ausrichtet. Das grundsätzliche Recht des Grundstückseigentümers, mit seinen Grundstücken oder grundstücksgleichen Rechten nach Belieben zu verfahren und jeden Nachbarn oder Dritten von jeder Einwirkung auszuschließen, wird mit Rücksicht auf die benachbarte Lage und die hieraus resultierenden unvermeidlichen wechselseitigen Beeinträchtigungen eingeschränkt.

## Deutschland
Ausgangspunkt ist § 903 BGB. Hiernach kann der Eigentümer einer Sache mit dieser nach Belieben verfahren und andere von jeder Einwirkung auf sein Eigentum ausschließen, soweit nicht das Gesetz oder Rechte Dritter entgegenstehen. Diese Einschränkung des letzten Halbsatzes ebnet den Weg für den Gesetzgeber, nachbarrechtliche Regelungen zu schaffen, von denen das BGB reichlichen Gebrauch macht. Bereits § 905 BGB stellt klar, dass sich das Recht des Eigentümers eines Grundstücks auf den Raum über der Erdoberfläche und auf den Erdkörper unter der Oberfläche erstreckt; Rechte neben seinem Grundstück (also bei seinen Nachbarn) gibt es nicht.
Über diese zivilrechtlichen Bestimmungen des BGB hinaus befassen sich auch andere Rechtsgebiete mit dem Nachbarrecht, insbesondere das öffentliche Recht.

### Bundesrecht

#### Privates Nachbarrecht
In Deutschland ist das private Nachbarrecht bundesrechtlich in den §§ 903 bis 924 BGB geregelt. Im Einzelnen gibt es folgende Regelungen:
- Befugnisse des Eigentümers: § 903 BGB,
- Notstand: § 904 BGB,
- Begrenzung des Eigentums: § 905 BGB,
- Zuführung unwägbarer Stoffe (Immissionen): § 906 BGB,
- Gefahr drohende Anlagen: § 907 BGB,
- drohender Gebäudeeinsturz: § 908 BGB,
- Vertiefung: § 909 BGB,
- Überhang (von Wurzeln und Zweigen): § 910 BGB,
- Überfall (von Früchten): § 911 BGB,
- Überbau: §§ 912–916 BGB,
- Notwegerecht: §§ 917 und 918 BGB,
- Grenzabmarkung: § 919 BGB,
- Grenzverwirrung: § 920 BGB,
- Gemeinschaftliche Benutzung von Grenzanlagen: §§ 921 und 922 BGB,
- Grenzbaum: § 923 BGB,
- Unverjährbarkeit nachbarrechtlicher Ansprüche: § 924 BGB.

Art. 124 Satz 1 EGBGB ließ die Vorschriften der Bundesstaaten, welche zum Zeitpunkt des Inkrafttretens des Bürgerlichen Gesetzbuchs (1. Januar 1900) das Eigentum an Grundstücken zugunsten des Nachbarn von weiteren als den in den §§ 906 ff. BGB angeordneten Beschränkungen unterwarfen, unberührt. Darüber hinaus bringt Art. 124 EGBGB zum Ausdruck, dass die §§ 906 ff. BGB nicht abschließend sind. Infolgedessen hat das Deutsche Reich (heute die Bundesrepublik Deutschland) seine (ihre) Gesetzgebungskompetenz für den Bereich des Nachbarrechts nicht voll ausgeschöpft, so dass im Wege der konkurrierenden Gesetzgebung die deutschen Länder auch heute noch ergänzende landesgesetzliche Vorschriften erlassen können. Zumeist finden sich die ergänzenden landesgesetzlichen Vorschriften in den Ausführungsgesetzen zum Bürgerlichen Gesetzbuch (AGBGB).
Der Bundesgerichtshof sieht ein besonderes nachbarrechtliches Gemeinschaftsverhältnis bei Streitigkeiten zwischen den Nachbarn, so dass zwar kein schuldrechtliches Verhältnis zwischen den Grundstücksnachbarn besteht, jedoch aus dem Grundsatz von Treu und Glauben gemäß § 242 BGB eine Pflicht zur gegenseitigen Rücksichtnahme hergeleitet werden kann.

#### Öffentliches Nachbarrecht
Das öffentliche Baunachbarrecht befasst sich mit dem Rechtsschutz eines Nachbarn, der sich gegen ein Bauvorhaben auf einem benachbarten Grundstück wendet. Nachbar im Sinne des öffentlichen Baurechts ist nicht nur das unmittelbar angrenzende Rechtssubjekt, sondern alle sich in der räumlichen Nähe zum Einwirkungsbereich des Bauvorhabens befindliche Nachbarn. Der Kreis der Nachbarn wird durch die Art des Bauvorhabens und die Auswirkungen auf die Umgebung bestimmt. Dieser Nachbarschutz ist – anders als im Zivilrecht – als Dreiecksverhältnis ausgestaltet und erstreckt sich auf den Bauherrn, Nachbarn und die Baubehörde. Wichtigste Rechtsgrundlage für diesen Nachbarschutz ist das Baugesetzbuch (BauGB). Da gemäß § 212a Abs. 1 BauGB Widersprüche und Anfechtungsklagen eines Dritten gegen die bauaufsichtliche Zulassung eines Bauvorhabens keine aufschiebende Wirkung entfalten, müssen Nachbarn den einstweiligen Rechtsschutz gemäß § 80a VwGO, § 80 Abs. 5 VwGO suchen, um dem Bauherrn den Weiterbau vorübergehend zu untersagen.
Aus verschiedenen Vorschriften des öffentlichen Rechts (insbesondere §§ 31 bis 35 BauGB, Abstandflächenvorschriften der Landesbauordnungen und dem Gebot der Rücksichtnahme) ergeben sich subjektive Rechte des einzelnen im Verhältnis zu den Eigentümern angrenzender Grundstücke. Diese Beziehungen werden mitunter als öffentliches Nachbarrecht bezeichnet.

### Landesgesetzliche Vorschriften
Wichtige Teile des Nachbarrechts sind von jeher örtlichen Gebräuchen unterworfen. Daher stellten einige deutsche Länder (z. B. Baden und Württemberg) schon früh die auf ihrem Gebiet geltenden Besonderheiten zusammen. Nach dem Zweiten Weltkrieg war es Baden-Württemberg, das 1959 als erstes deutsches Land ein Nachbarrechtsgesetz (NRG) erließ. Dieses enthält Vorschriften zum baulichen wie auch zum pflanzlichen Nachbarrecht, vor allem Regelungen zu Grenzabständen, aber auch etwa zum Notleitungsrecht oder zum Hammerschlags- und Leiterrecht. In den 1960er-Jahren folgte Hessen mit einem stark abweichenden Konzept. In kurzen Abständen erließen sodann die meisten anderen Länder ihr NRG. Heute haben im Wesentlichen nur Hamburg und Mecklenburg-Vorpommern kein Nachbarrechtsgesetz; in Bayern finden sich einige Regelungen zum privaten Landesnachbarrecht im dortigen Ausführungsgesetz zum BGB.
| Land                   | Gesetz (NRG bzw. AGBGB) vom   | Fundstelle       | zuletzt geändert   | Fundstelle          | Gesetzestexte |
| ---------------------- | ----------------------------- | ---------------- | ------------------ | ------------------- | ------------- |
| Baden-Württemberg      | 8. Januar 1996                | GBl. 53          | 4. Februar 2014    |                     | extern        |
| Bayern                 | 1. Januar 1983                | BayRS IV, S. 571 | 22. Juli 2014      |                     | extern        |
| Berlin                 | 28. September 1973            | GVBl. 1654       | 17. Dezember 2009  |                     | extern        |
| Brandenburg            | 28. Juni 1996                 | GVBl. I 226      | 3. Juni 2014       |                     | extern        |
| Bremen                 | 24. Februar 1992              |                  | 1. April 2017      |                     | extern        |
| Hamburg                | 1. Juli 1958                  | HmbBL I 40-e     | 14. Dezember 2005  | HmbGVBl. S. 521     | extern        |
| Hessen                 | 24. September 1962            | GVBl. U 417      | 28. September 2014 | GVBl. S. 218        | extern        |
| Mecklenburg-Vorpommern | (kein AGBGB)                  |                  |                    |                     | extern        |
| Niedersachsen          | 31. März 1967                 | GVBl. 91         | 23. Juli 2014      | GVBl. 7/2006, S. 88 | extern        |
| Nordrhein-Westfalen    | NachbG NRW vom 15. April 1969 | GVBl. 189        | 4. Februar 2014    | GVBl. 193           | extern        |
| Rheinland-Pfalz        | 21. Juli 2003                 | GVBl.198         | 21. Juli 2003      |                     | extern        |
| Saarland               | 28. Februar 1973              | ABl. 210         | 18. Februar 2004   | ABl. 1130           | extern        |
| Sachsen                | 11. November 1997             | GVBl. 582        | 8. Dezember 2008   |                     | extern        |
| Sachsen-Anhalt         | 13. November 1997             | GVBl. 958        | 18. Mai 2010       | GVBl. 50            | extern        |
| Schleswig-Holstein     | 24. Februar 1971              | GVBl. 54         | 15. Februar 2005   | GVBl. 256           | extern        |
| Thüringen              | 22. Dezember 1992             | GVBl. 599        | 8. März 2016       | GVBl. S. 149        | extern        |

Zur Gesetzgebungskompetenz der Bundesländer gehört auch das Bauordnungsrecht. Alle Länder haben eigene Landesbauordnungen erlassen. Sowohl in der Musterbauordnung (MBO) als auch in den meisten Landesbauordnungen (LBO) sind in § 6 LBO die Abstandsflächen geregelt (siehe § 6 LBO Baden-Württemberg). Diese Abstandsflächen befassen sich einerseits mit dem „Gebäudeabstand“, der beschreibt, mit welchem Mindestabstand zwei Gebäude errichtet werden müssen. Andererseits bestimmt der „Grenzabstand“, wie nahe ein Gebäude an die Grundstücksgrenze heran gebaut werden darf. Der Abstand wird horizontal gemessen. Das Errichten von Bauwerken auf Abstandsflächen in Nähe oder ohne Abstand zur Grundstücksgrenze wird auch als Grenzbebauung bezeichnet.
Zu den einzelnen Landesgesetzen siehe Bauordnungen (Deutschland)#Liste der Landesbauordnungen.

## Liechtenstein
Nachbarrechte im Sinne des liechtensteinischen Sachenrechts sind zivilrechtliche Ansprüche. Diese Ansprüche stehen neben den Einschränkungen aus dem öffentlichen Recht.
Durch Nachbarrechte erhält grundsätzlich der Grundeigentümer in Liechtenstein das Recht, Einwirkungen auf sein Grundstück abzuwehren und somit das absolute Herrschaftsrecht (Eigentum) eines anderen Grundeigentümers einzuschränken. Gegenüber Miteigentümern kann der beeinträchtigte Grundeigentümer sein Recht gegen jeden Miteigentümer einzeln oder auch nur einen geltend machen. Die Miteigentümer haften dem beeinträchtigten Grundeigentümer solidarisch.
Das Nachbarrecht ist eine gesetzlich zulässige Beschränkung des Eigentumsrechtes, um das leichtere Zusammenleben zu ermöglichen und die möglicherweise widerstreitenden Interessen auszugleichen.
Im liechtensteinischen Sachenrecht wurden die privatrechtlichen Nachbarrechte eingeschränkt und teilweise den öffentlich-rechtlichen Nachbarrechten zugewiesen. Eine genaue Abgrenzung ist jedoch vom Gesetzgeber zwischen öffentlich-rechtlichen und privatrechtlichen Nachbarrechten nicht getroffen worden.
Im liechtensteinischen Sachenrecht sind z. B. privatrechtliche Nachbarrechte geregelt in Art 67, 84, 93 ff (Immissionen), Art 68, 80 ff (Abgrabungen), Art 73 (Lichtentzug), Art 75 (Bewirtschaftungsregeln), Art 85 (Abstandsregeln), Art 89 ff (Einfriedungen), Art 102, 107 ff (Wegerechte), Art 103–105, 110 ff (landwirtschaftliche Sonderrechte), Art 155 (Notbrunnen) SR uam, die zusätzlich durch vertragliche Vereinbarungen erweitert und ergänzt werden können (z. B. vertragliches Bauverbot), sofern dadurch nicht nach Art 62 Abs. 3 SR Eigentumsbeschränkungen öffentlich-rechtlichen Charakters aufgehoben oder abgeändert werden.
Dem Nachbarn stehen als Rechtsbehelfe im Verfahren vor den ordentlichen Gerichten in Liechtenstein zur Abwehr von Einwirkungen in der Regel zur Verfügung:
- Beseitigungsklage (wenn die Störung noch andauert),
- Unterlassungsklage,
- Schadenersatzklage,
- Feststellungsklage,
- Besitzstörungsklage (siehe Art 507 SR),
- Servitutsklage (Actio confessoria),
- Eigentumsfreiheitsklage (lateinisch Actio negatoria): siehe Art 20 Abs. 2 zweiter Fall SR.

Bei öffentlich-rechtlichen Einwendungen steht z. B. die Anzeige an die Landesbaubehörde oder die Gemeindebehörde und die Erhebung einer Einsprache im öffentlich-rechtlichen Bewilligungsverfahren zur Verfügung.
Unter „Einwirkung“ auf ein Grundstück sind diejenigen zu verstehen, welche in den öffentlich-rechtlichen und den privatrechtlichen Bestimmungen genannt sind. So z. B. direkte Einwirkungen (direkte Immissionen) von
- festen, flüssigen, gasförmigen Stoffen,
- Wärme,
- Erschütterungen und
- andere physischen Kräften und Körpern

aber auch von indirekten Einwirkungen (indirekte Immissionen) wie z. B.
- Gerüche und
- andere unangenehme psychische Einwirkungen und
- der Entzug von Licht,

welche das ortsübliche Maß überschreiten und die gewöhnliche Nutzung einer Liegenschaft spürbar beeinträchtigen. Die Errichtung und das Vorhandensein eines (unschönen) Bauwerkes für sich alleine ist jedoch keine „Einwirkung“, die ein Nachbar geltend machen kann.
Jede Einwirkung im Sinne des Nachbarrechts, die von einem Nachbargrundstück ausgeht, muss jedoch von der Willens- und Machtsphäre des störenden Nachbarn ausgehen. Einwirkungen, die zwar von einem Nachbarn ausgehen, die er jedoch nicht beherrschen oder nur mit unverhältnismäßigem Aufwand kontrollieren kann, sind in der Regel als unvermeidbar hinzunehmen (z. B. freilebende Mäuse, Ratten, Vögel), wenn diese „Immission“ das ortsübliche Maß nicht übersteigt und den Gebrauch und Nutzen der „beschwerten“ Liegenschaft nicht spürbar beeinträchtigt bzw. alle Liegenschaften im Umfeld gleichermaßen belastet werden. Immissionen von Kleinsttieren (z. B. Insekten) sind wie Immissionen von Rauch, Gas oder Geruch hinzunehmen, da ein Fernhalten aus praktischen Gründen nicht möglich ist, sofern auch hier die Ortsüblichkeit nicht überschritten wird und der Nutzen und Gebrauch der Liegenschaft nicht spürbar leidet.
Größere Tiere, insbesondere domestizierte Tiere, sind vom störenden Nachbarn mit geeigneten, zumutbaren Möglichkeiten vor dem Eindringen abzuhalten.
Der nachbarrechtliche Anspruch verjährt, wie auch das Eigentumsrecht selbst grundsätzlich nicht durch die Unterlassung der Geltendmachung. Es ist jedoch eine Ersitzung des Rechts, z. B. auf Zuleitung von Immissionen nach längstens 30 Jahren möglich (siehe §§ 1468 ff ABGB).
Die Worte „Ausübung dieser Rechte“ nach Art 108 SR, die „unter tunlichster Schonung der in Anspruch genommenen Grundstücke zu erfolgen“ hat, bezieht sich auf alle Nachbarrechte (Art 67 ff). Ebenso, dass für diese Rechte für „Art und Umfang der Ausübung (…) die bestehenden örtlichen Übungen maßgebend“ sind.

## Österreich
Das Nachbarrecht regelt in Österreich vor allem
- die Zulässigkeit von Immissionen (§ 364, § 364a ABGB),
- die Vertiefung des Grundstücks (§ 364b ABGB),
- die Problematiken des Grenzbaumes (Stamm auf mehreren Liegenschaften) und des Baumes an der Grenze (Wurzeln von fremdem Baum, überhängende Äste, Überhangsrecht, aber kein „Überfallsrecht“) (§ 421, § 422 ABGB) und
- sonstige Grenzeinrichtungen (z. B. Mauern, Zäune, Hecken).

Bemerkenswert sind auch die jüngsten Gesetzgebungsakte von 2003 auf diesem Gebiet, wonach
- der Entzug von Licht (z. B. durch hohe, dichte Bäume) und Luft durch ein Nachbargrundstück untersagt werden kann (§ 364 ABGB);
- der Nachbar, der gemäß § 422 ABGB das Recht hat, überhängende Äste oder auf sein Grundstück wachsende Wurzeln zu entfernen, bei der Ausübung dieses Rechtes fachgerecht vorzugehen und die Pflanze möglichst zu schonen hat.

## Schweiz
In der Schweiz ist das Nachbarrecht teilweise als Bundesrecht in den Art. 684 ff. des Zivilgesetzbuches (ZGB) und teilweise als kantonales Recht in den Gesetzen der einzelnen Kantone geregelt.

### Bundesebene
Die Grundbestimmung in Art. 684 ZGB lautet:
1) Jedermann ist verpflichtet, bei der Ausübung seines Eigentums, wie namentlich bei dem Betrieb eines Gewerbes auf seinem Grundstück, sich aller übermässigen Einwirkung auf das Eigentum der Nachbarn zu enthalten.
2) Verboten sind insbesondere alle schädlichen und nach Lage und Beschaffenheit der Grundstücke oder nach Ortsgebrauch nicht gerechtfertigten Einwirkungen durch Rauch oder Russ, lästige Dünste, Lärm oder Erschütterung.
Art. 684 ZGB umfasst auch sog. „negative Immissionen“ wie beispielsweise Lichtentzug durch Dauerschatten.

### Kantonale Ebene

#### Privates Nachbarrecht
Die Bestimmungen betreffend das pflanzliche Nachbarrecht finden sich in den jeweiligen kantonalen Einführungsgesetzen zum Zivilgesetzbuch (EG ZGB).

#### Öffentliches Nachbarrecht
Das bauliche Nachbarrecht wurde ursprünglich ebenfalls in diesen Einführungsgesetzen geregelt. Da man das Baurecht heute jedoch größtenteils dem öffentlichen und nicht mehr dem Privatrecht zuordnet, wird das diesbezügliche Nachbarrecht nun zumeist im Rahmen der kantonalen Baugesetze festgesetzt.

### Deutschland
- Helmward Alheit: Nachbarrecht von A–Z. 490 Stichwörter zur aktuellen Rechtslage (dtv 5067 Beck-Rechtsberater). 12., überarbeitete Auflage. Deutscher Taschenbuch-Verlag, München 2010, ISBN 978-3-423-05067-8.
- Reinhart Geigel: Der Haftpflichtprozess. Mit Einschluss des materiellen Haftpflichtrechts. Herausgegeben von Günter Schlegelmilch. 25., völlig neubearbeitete Auflage. Beck, München 2008, ISBN 978-3-406-56392-8, Kapitel 22: Nachbarrechtliche Ausgleichsansprüche.
- Herbert Grziwotz, Wolfgang Lüke, Roland Rudolf Saller: Praxishandbuch Nachbarrecht. 3. Auflage. C. H. Beck, München 2020, ISBN 978-3-406-74588-1.
- Jan Schapp Das Verhältnis von privatem und öffentlichem Nachbarrecht. Duncker & Humblot, Berlin 1978, ISBN 978-3-428-04041-4 (Habilitationsschrift).
- Kommentare zum BGB.

### Liechtenstein
- Antonius Opilio: Arbeitskommentar zum Liechtensteinischen Sachenrecht. 3 Bände. Edition Europa, Dornbirn 2009.

### Österreich
- Alexander Illedits, Karin Illedits-Lohr (Hrsg.): Handbuch zum Nachbarrecht. Die Rechtsstellung der Nachbarn im öffentlichen und zivilen Recht. 4., neu bearbeitete Auflage. LexisNexis, Wien 2021.

### Schweiz
- Andreas Kley: Kantonales Privatrecht. Eine systematische Darstellung der kantonalen Einführungsgesetzgebung zum Bundesprivatrecht am Beispiel des Kantons St. Gallen und weiterer Kantone (= Veröffentlichungen des Schweizerischen Instituts für Verwaltungskurse an der Hochschule St. Gallen. Neue Reihe Bd. 37). Sekretariat des Schweizerischen Instituts für Verwaltungskurse, St. Gallen 1992, ISBN 3-908185-02-5, S. 179–218 (Digitalisat (PDF; 2,36 MB)).